# Bouches de Bonifacio, Iles des Moines
Bouches de Bonifacio, Iles des Moines este o arie protejată (sit de importanță comunitară — SCI) din Franța întinsă pe o suprafață de 94.612 ha, integral marine.

## Localizare
Centrul sitului Bouches de Bonifacio, Iles des Moines este situat la coordonatele 41°22′30″N 9°01′30″E / 41.375°N 9.025°E.

## Înființare
Situl Bouches de Bonifacio, Iles des Moines a fost declarat arie specială de conservare în baza directivei 92/43 din 1992 referitoare la conservarea habitatelor naturale și a faunei și florei sălbatice pentru a proteja 2 specii de animale.

## Biodiversitate
Situată în ecoregiunea mediteraneană, aria protejată conține 6 habitate naturale: Straturi cu Posidonia (Posidonion oceanicae), Estuare, Terase mlăștinoase și terase nisipoase neacoperite de apă la reflux, Golfuri mici largi și golfuri puțin adânci, Recifuri, Bancuri de nisip acoperite în permanență slab de apă marină.
La baza desemnării sitului se află mai multe specii protejate:
- mamifere (1): delfin mare (Tursiops truncatus)
- reptile (1): Caretta caretta